# Castro Camera

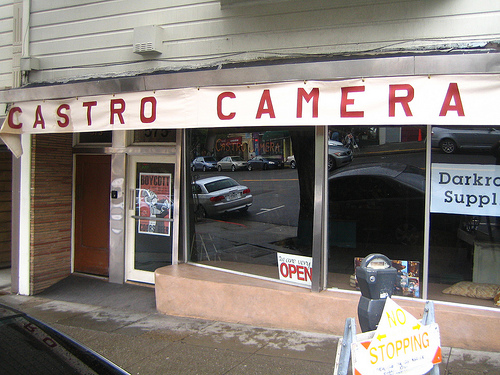
Exterior de Castro Camera, recreado para la película, Milk

Castro Camera fue una tienda de fotografía situada la Calle Castro en el propio Barrio Castro de San Francisco, California, abierta por Harvey Milk desde 1972 hasta su asesinato en 1978. Durante la década de 1970, la tienda se convirtió en el centro neurálgico de la creciente comunidad gay del barrio, así como también de las campañas electorales del propio Harvey Milk a concejal del Ayuntamiento de San Francisco por el Distrito 5.
Milk, era un ávido fotógrafo amateur, que tras serle velado un rollo de película en otra tienda, se decidió en 1972 a abrir, junto a su pareja Scott Smith, una tienda de  fotografía con los últimos 1000 dólares que les quedaban de sus ahorros. Pronto la tienda se convertiría en el foco de la creciente afluencia de jóvenes gays provenientes desde todo Estados Unidos hasta el Distrito Castro, donde su orientación sexual era aceptada.
Más allá de la venta de cámaras, carretes y revelado, Milk convirtió la tienda en un centro social y un refugio para los recién llegados al Castro. También la convirtió en una sede oficial para las elecciones de San Francisco.  Por lo mucho que fue conocido por su involucración en la promoción de los negocios gays y los consumidores gays, Milk pronto sería conocido extraoficialmente como el "Alcalde de la Calle Castro". Daniel Nicoletta Archivado el 11 de diciembre de 2018 en Wayback Machine., el fotógrafo conocido como mejor cronista de Milk durante esa época, conoció a su jefe Milk trabajando para él como dependiente, luego trabajó como asistente de la tienda y voluntario de las campañas de Milk.

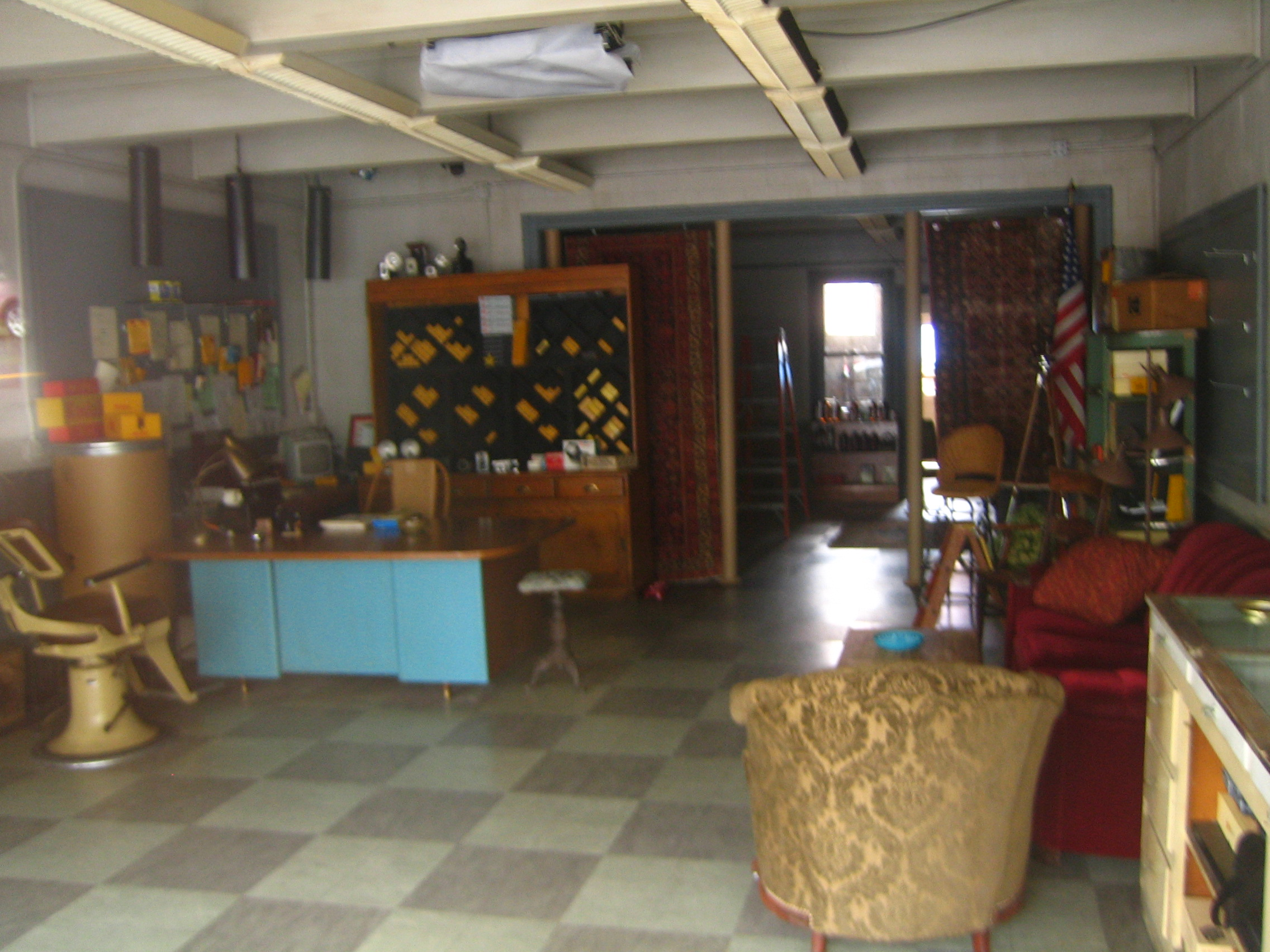
Interior de Castro Camera, recreado para la película Milk.

Una clienta, Anne Kronenberg, que luego se convertiría en la jefa de campaña de Milk, también lo conoció en su tienda, y la primera impresión que se llevó de Milk fue la que era un "maníaco delirante".  Otros miembros del círculo íntimo de Milk como Cleve Jones y su autor de discursos Frank Robinson lo conocieron, se hicieron amigos, y trabajaron con Milk en la tienda.
En 1978, un fuerte encarecimiento del alquiler, hizo que Harvey y Scott abandonaran el número 575 de la Calle Castro. La tienda "Castro Camera" fue trasladada al número 2362 de la Calle Market, mientras que Harvey y Scott trasladaron su residencia  al número 22 de la Calle Henry. 
En 2008 el número 575 de la Calle Castro, que actualmente es una tienda de regalos, fue usado como decorado y localización para la película Milk, basada en la vida de Harvey Milk, recreando para ello la estética que el edificio tenía durante los años que fue ocupado por Harvey Milk.  El decorado fue recreado cuidadosamente al detalle, incluyendo además un viejo sillón rojo de barbero, lo que llamó la atención de numerosos residentes de barrio que recordaban el estado original de la tienda.
En la actualidad, el edificio ha sido declarado como histórico y frente a él hay una placa conmemorativa a la figura de Harvey Milk.

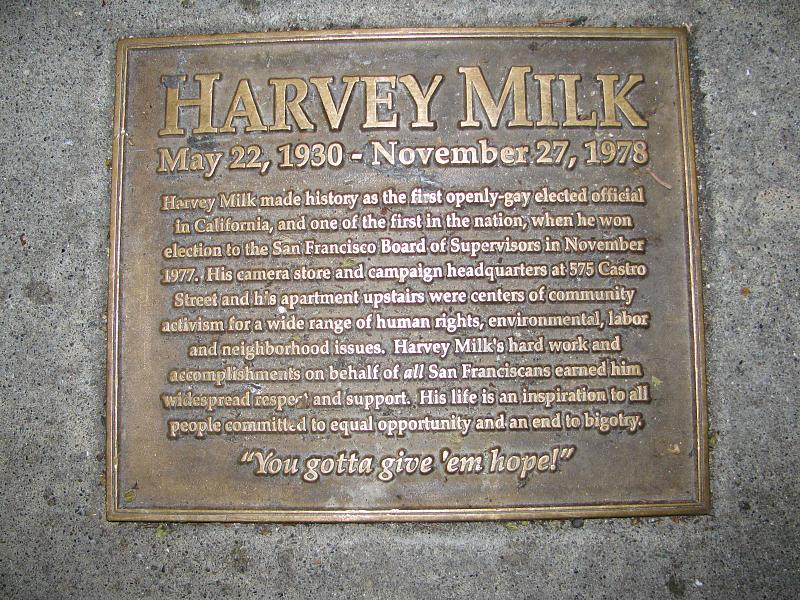
Placa conmemorativa a la altura del número 575 de la Calle Castro.